# Westwood (New Jersey)
Pour les articles homonymes, voir Westwood.
Westwood est un borough dans le comté de Bergen, dans l’État du New Jersey aux États-Unis. En 2010, sa population était de 10 908 habitants.

## Source de la traduction
- (en) Cet article est partiellement ou en totalité issu de l’article de Wikipédia en anglais intitulé « Westwood, New Jersey » (voir la liste des auteurs).